# Stanisław Kawski
Stanisław-Kostka Marian Hubert Kawski herbu Gozdawa, ps. „Skrzypek” (ur. 2 listopada 1913 w Krakowie, zm. 9 października 1996 w Sanoku) – polski farmaceuta, aptekarz, podczas II wojny światowej żołnierz ZWZ–AK, działacz społeczny, w okresie PRL radny Miejskiej Rady Narodowej w Sanoku.

## Życiorys

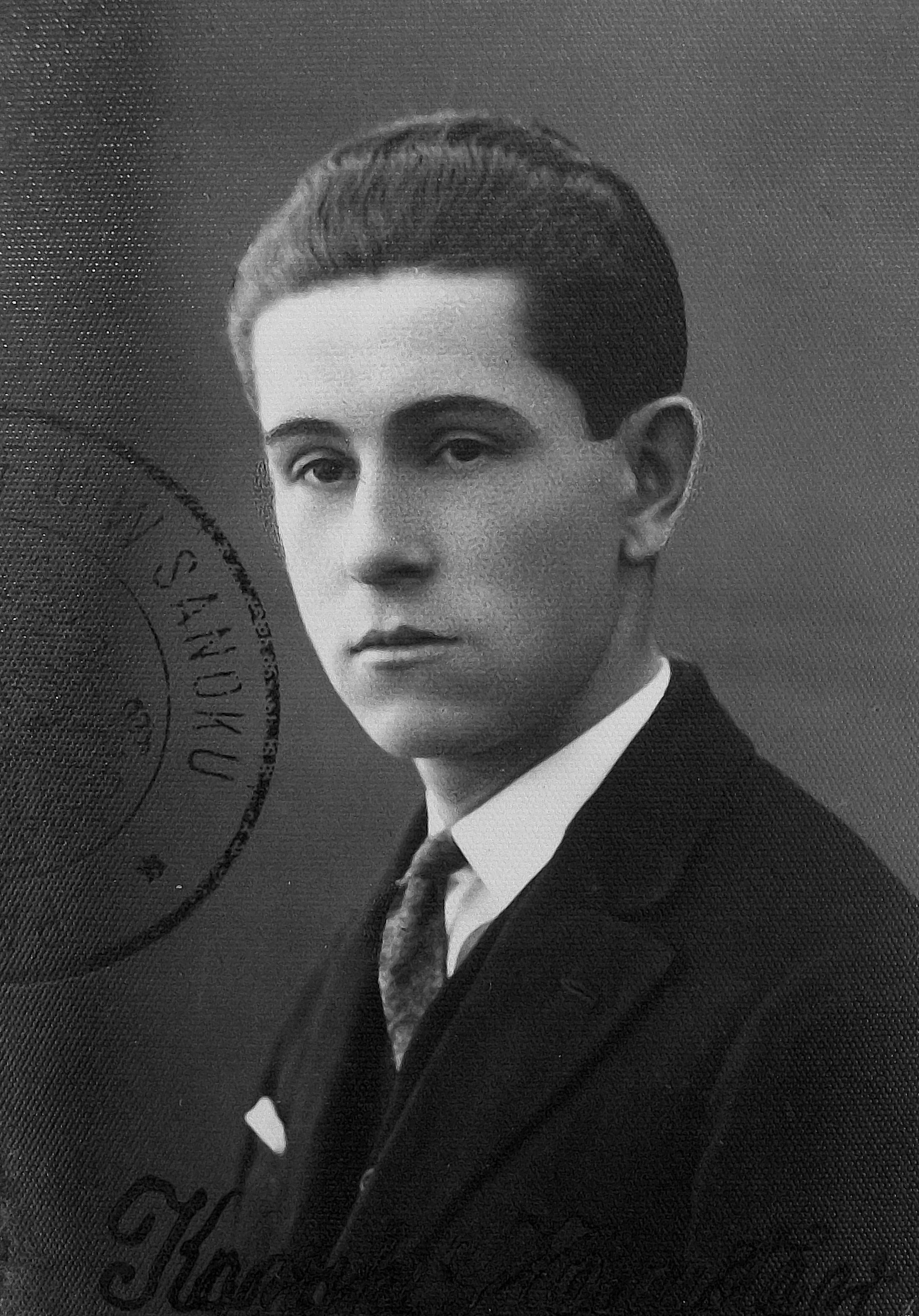
Stanisław Kawski (1931)

Stanisław Marian Hubert Kawski urodził się 2 listopada 1913 jako syn farmaceuty i aptekarza Mariana (1876–1932) i Czesławy z domu Niemetz (1880-1976). W sanockim hufcu pełnił funkcję drużynowego III Drużyny im. Stefana Czarnieckiego. W 1931 zdał egzamin dojrzałości w Państwowym Gimnazjum im. Królowej Zofii w Sanoku (w jego klasie byli m.in. Juliusz Katz-Suchy oraz Zbigniew Przystasz i Zdzisław Rajchel; dwaj ostatni – żołnierze Wojska Polskiego, ofiary zbrodni katyńskiej). W 1939 ukończył studia w Oddziale Farmaceutycznym na Wydziale Lekarskim Uniwersytetu Jana Kazimierza we Lwowie. Jego rodzeństwem byli Adam (1917-1985, żonaty z córką ukraińskiego adwokata w Sanoku, dr. Eugeniusza Szatyńskiego, wieloletni dyrektor Krakowskiego Pogotowia Ratunkowego), Wanda, Alojza (1907-1908) i Jadwiga (1910-1994, po mężu Rudy). Stanisław Kawski został farmaceutą, podobnie jak jego ojciec oraz rodzeństwo Adam i Wanda. Rodzina prowadziła Aptekę Obwodową położoną przy ulicy Tadeusza Kościuszki w Sanoku, gdzie Stanisław Kawski rozpoczął pracę w latach 30. XX wieku i został jej właścicielem. Rozwijał także pasje muzyczne, w ramach założonego przez jego ojca Towarzystwa Muzyczno-Dramatycznego „Gamba”, zaś jego nauczycielem gry muzycznej był por. Maksymilian Firek, kapelmistrz stacjonującego w Sanoku 2 Pułku Strzelców Podhalańskich, grał na skrzypcach jako solista.
Po wybuchu II wojny światowej w okresie kampanii wrześniowej wraz z ewakuowanym personelem składnicy sanitarnej dotarł z Sambora do Tarnopola, skąd przedostał się do Sanoka przed 12 września. Po nastaniu okupacji niemieckiej apteka Kawskich była jedną z trzech działających w Sanoku.
Na przełomie stycznia i lutego 1940 Stanisław Kawski został zaprzysiężony w Związku Walki Zbrojnej przez Kazimierza Kamińskiego ps. Topór (w ramach Obwodu Sanok „Suchar”), a następnie w Armii Krajowej, przyjmując pseudonim „Skrzypek”. Podobnie do ZWZ wstąpili jego żona Zuzanna (z domu Węcławik, pochodząca ze wsi Skierbieszów, także farmaceutka, w konspiracji przyjęła pseudonim „Ziuk”, od 2 marca 1941 była żoną Stanisława Kawskiego, której rodzina podczas wojny schroniła się w Sanoku), a także inni zatrudnieni i współpracownicy apteki. Formalnie apteka została przejęta przez władze hitlerowskie, była nadzorowana przez Pharmazierat (Radę Farmacji) w Krakowie. Pomimo tego pracownicy apteki aktywnie działali w konspiracji, w tym wspomagali w leki żołnierzy oddziału partyzanckiego OP-23 Obwód „San” ZWZ–AK, a także ludność żydowską umieszczoną w sanockim getcie i Zwangsarbeitslager Zaslaw. Ta działalność była prowadzona pomimo czterokrotnych rewizji w aptece przeprowadzonych przez Niemców, którzy nie zdołali wykryć ukrywanych medykamentów (były schowane w ruderze nieopodal apteki). Z apteką współpracował w konspiracji lekarz więzienny i oficer Jan Maria Suchomel. W końcowym okresie okupacji na przełomie 1943/1944 aptece Kawskich zmieniono nazwę na Kreisapotheke (Apteka Obwodowa), a dzięki zakwalifikowaniu jej do innego przedziału w niemieckiej administracji, otrzymywała od tego czasu większe zaopatrzenie w leki. Ponadto Stanisław Kawski uzyskał środki chemiczne, które były wykorzystywane w Sanoku do produkcji granatów, przygotowywał środek służący do samobójczego odebrania życia w przypadku ciężkich przesłuchać i tortur prowadzonych przez Gestapo, a także mając wgląd w recepty lekarskie na ich podstawie przekazywał władzom Obwodu ZWZ listę mieszkańców, którzy podpisali Volkslistę.
Po wojnie Stanisław i Zuzanna Kawscy prowadzili aptekę do 1951, gdy została upaństwowiona, a w 1955 zlikwidowana. W późniejszym czasie Stanisław Kawski pracował w aptekach społecznych i w sanockim szpitalu. Należał do Polskiego Towarzystwa Farmaceutycznego. W 1979 odszedł na emeryturę. W latach PRL kontynuował pasję muzyczną w ramach Towarzystwa Muzyczno–Dramatycznego Ziemi Sanockiej, rozwiązanego decyzją administracyjną 30 lipca 1963. W tym samym czasie został wyburzony zabytkowy budynek apteki Kawskich w Sanoku. Jako nauczyciel niepełnozatrudniony wykładał w Liceum Medycznym w Sanoku.
Był członkiem Stronnictwa Demokratycznego. Został radnym Miejskiej Rady Narodowej (MRN): wybierany w 1969 (członek Komisji Zdrowia i Opieki Społecznej), 1973 (przewodniczący Komisji Zdrowia, Ochrony Środowiska i Spraw Socjalnych, przewodniczący zespołu radnych SD), w 1978 (członek Komisji Wychowania, Oświaty, Kultury i Spraw Socjalnych); natomiast w kadencji 1984-1988 – nie będąc radnym – został powołany do Komisji Zdrowia, Ochrony Środowiska i Spraw Socjalnych. Był członkiem Miejskiego Komitetu Frontu Jedności Narodu w Sanoku.
Został członkiem prezydium Komitetu Zjazdu wychowanków Gimnazjum i I Liceum w Sanoku w 100-lecie szkoły 1880–1980. Sprawował stanowisko prezesa oddziału sanockiego Polskiego Czerwonego Krzyża, działającego w budynku przy ul. Ignacego Daszyńskiego 17 w Sanoku, w grudniu 1983 wybrany zastępcą przewodniczącego Zarządu Miejskiego PCK w Sanoku. W latach 90. pełnił funkcję prezesa sanockiego koła Światowego Związku Żołnierzy Armii Krajowej. Był organizatorem obchodów 50-lecia akcji „Burza”, organizował wsparcie dla kombatantów. Publikował na łamach Tygodnika Sanockiego.
W Sanoku zamieszkiwał przy ulicy Bartosza Głowackiego, następnie przy ulicy Henryka Sienkiewicza. Hobbystycznie był filumenistą.
Zmarł 9 października 1996, a 11 października 1996 został pochowany w grobowcu rodzinnym na cmentarzu przy ul. Jana Matejki w Sanoku, gdzie później spoczęła także jego żona Zuzanna (1915-1998). Oboje mieli troje dzieci: Marian (pierwszy laureat I Ogólnopolskiego Studenckiego Konkursu Piosenkarzy z 1962), Wojciech i Teresa (po mężu Bernacka). Szwagrem Stanisława Kawskiego (bratem Zuzanny) był Stanisław Węcławik.

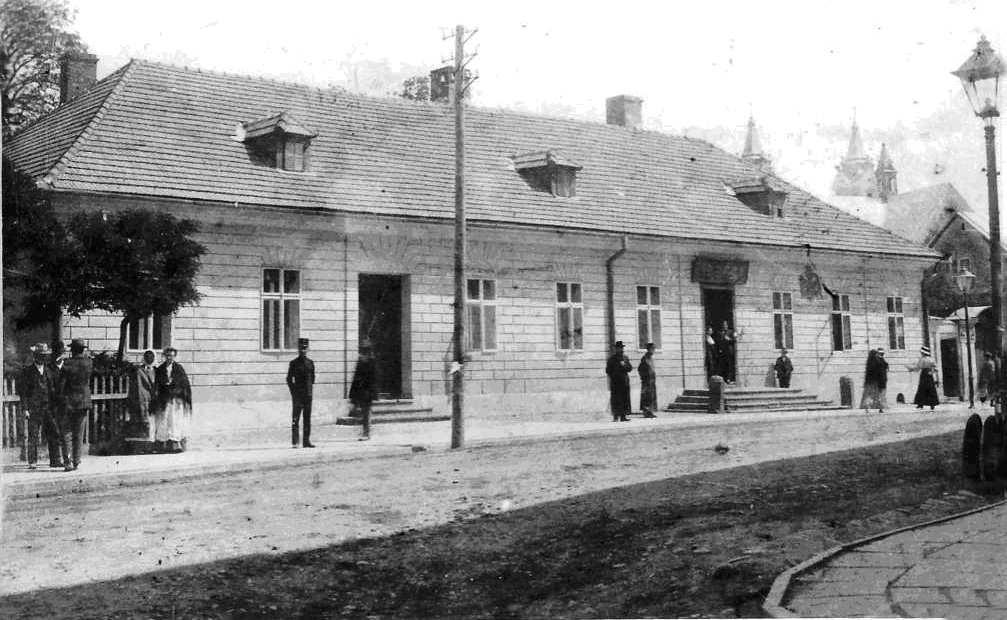
Nieistniejący obecnie budynek apteki Kawskich w Sanoku

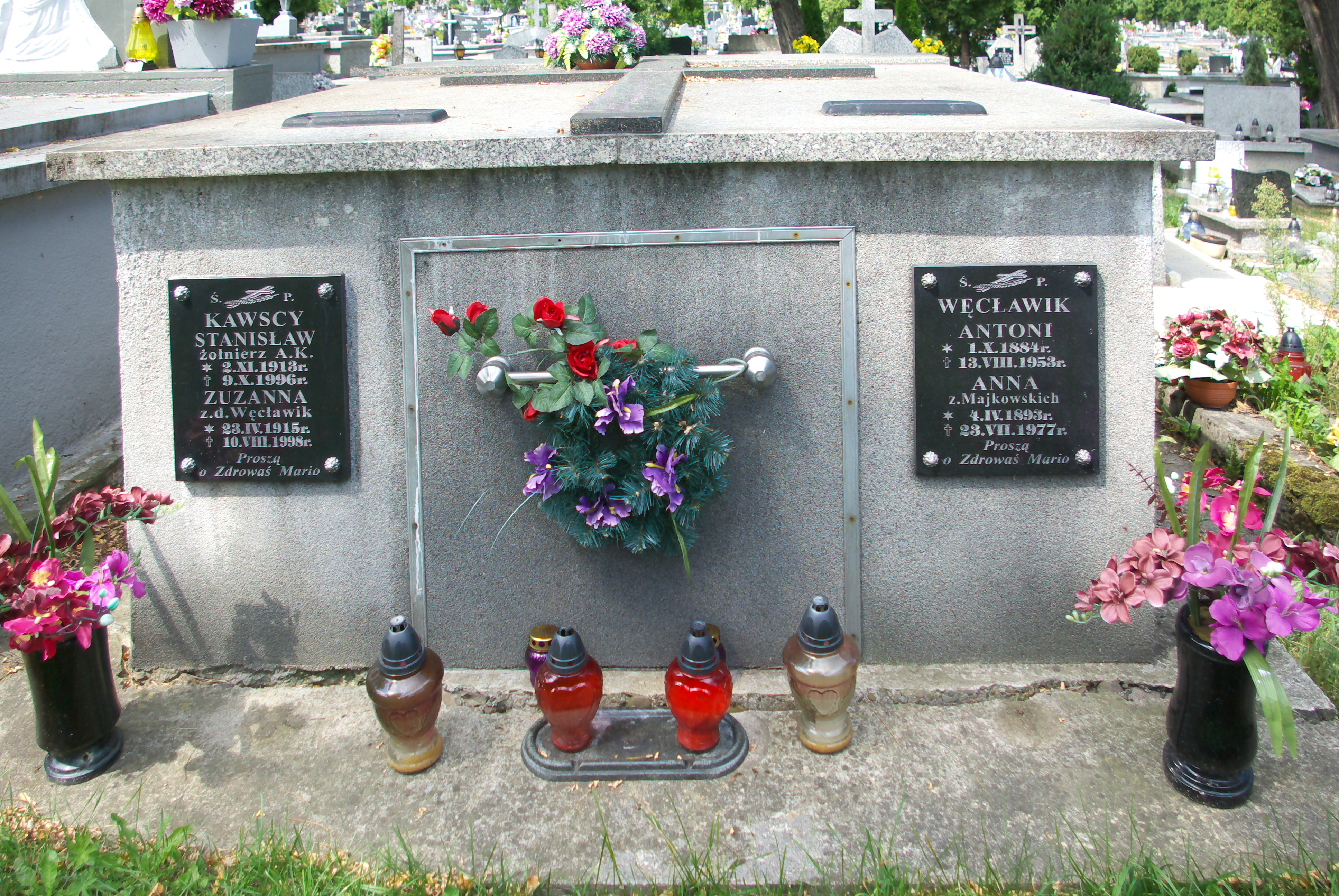
Grobowiec rodzin Kawskich i Węcławików w Sanoku

## Odznaczenia i wyróżnienia
- Krzyż Kawalerski Orderu Odrodzenia Polski (16 lipca 1976)
- Medal Wojska (15 sierpnia 1944, przyznany przez AK)
- Krzyż Armii Krajowej (1994)
- Medal 30-lecia Polski Ludowej (22 lipca 1974)
- Medal 40-lecia Polski Ludowej (1984)[43]
- Odznaka pamiątkowa Akcji „Burza”
- Odznaka „Weteran Walk o Wolność i Niepodległość Ojczyzny” (1995)
- Odznaka „Zasłużony dla województwa rzeszowskiego” (1969)
- Odznaka honorowa „Za zasługi dla województwa krośnieńskiego” (1981)[44]
- Odznaka „Zasłużony dla województwa krośnieńskiego” (1983)[35][45]
- Odznaka „Zasłużony dla Sanoka” (20 lutego 1978)
- Odznaka „Zasłużony działacz Frontu Jedności Narodu” (1981)[45]
- Odznaka „Zasłużonemu Działaczowi Stronnictwa Demokratycznego” (1987)[46]
- Medal 50-lecia Stronnictwa Demokratycznego (1988)[47]
- Nagroda specjalna za ponad 20-letnią pracę farmaceuty z okazji Dnia Pracownika Służby Zdrowia (1976)[48]
- „Jubileuszowy Adres” (1984)[49]

Odznaczenia Polskiego Czerwonego Krzyża
- Srebrna Odznaka Związkowa (7 kwietnia 1970)
- Złota Odznaka Związkowa (7 kwietnia 1976)
- Odznaka Honorowa PCK I stopnia (1985)
- Odznaka Honorowa PCK III stopnia (10 marca 1977)
- Odznaka Honorowa PCK IV stopnia (27 kwietnia 1969)
- Kryształowe Serce (1992)